# أمريكيون سعوديون
أمريكيون سعوديون هم المواطنون الأمريكيون الذين ينحدرون من أصل سعودي مباشر أو غير مباشر. طبقًا للتعداد السكاني عام 2000 يوجد في الولايات المتحدة 7,419 شخصا من أصول سعودية. وفي الإحصاء الاجتماعي الأمريكي عام 2015 ذُكر وجود 96,783 شخصا من مواليد السعودية يعيشون في الولايات المتحدة. جمعت الولايات المتحدة والسعودية علاقات سياسية مهمة منذ عام 1940.